# 1910 a sportban
1910 legfontosabb sporteseményei a következők voltak:
- január 7.–február 10. – Sakkvilágbajnoki párosmérkőzés Bécsben és Berlinben Emanuel Lasker és Carl Schlechter között, amelyen Lasker megőrizte világbajnoki címét.
- február 6. – Megalakul a Tatabányai Sport Club.
- február 6. – Megalakul a Diósgyőr-Vasgyárak Testgyakorlók Köre.
- november 8.–december 8. – Sakkvilágbajnoki párosmérkőzés Berlinben Emanuel Lasker és David Janowski között, amelyen Lasker ötödször is megvédte világbajnoki címét.
- Megalakul a DVTK.
- A FTC nyeri az NB1-et. Ez a klub ötödik bajnoki címe.
- Octave Lapize megnyeri a Tour de France-t.
- Carlo Galetti nyeri a Giro d’Italia-t.

## Születések
| Születés       | Név                        | Nemzetiség, sportág, eredmények                                         | Halálozás |
| -------------- | -------------------------- | ----------------------------------------------------------------------- | --------- |
| ?              | Blazejovsky László         | Magyar válogatott jégkorongozó                                          | ?         |
| január 21.     | Takács Károly              | Olimpiai bajnok magyar sportlövő                                        | 1976      |
| február 15.    | Georges de Bourguignon     | Világbajnoki ezüstérmes, olimpiai bronzérmes belga tőr- és kardvívó     | 1989      |
| február 19.    | Füstér Géza                | / Magyar-kanadai sakkozó, nemzetközi mester, magyar bajnok              | 1990      |
| február 26.    | Kocsis Elemér              | Magyar nemzetiségű román válogatott labdarúgó, csatár                   | 1981      |
| február 27.    | Alois Schnabel             | Olimpiai ezüstérmes osztrák kézilabdázó                                 | 1982      |
| március 6.     | Giancarlo Brusati          | Olimpiai és világbajnok olasz párbajtőrvívó, sportvezető                | 2001      |
| március 16.    | Gerevich Aladár            | Olimpiai és világbajnok magyar bajnok vívó                              | 1991      |
| március 22.    | Hans Keiter                | Olimpiai és világbajnok német kézilabdázó, edző, labdarúgóedző          | 2005      |
| április 2.     | Arnie Herber               | NFL-bajnok amerikai amerikai futballista, Pro Football Hall of Fame-tag | 1969      |
| április 14.    | Benda Antal                | Magyar válogatott kézilabdázó, olimpikon                                | 1997      |
| április 25.    | Jimmy Brown                | World Series bajnok amerikai baseballjátékos                            | 1970      |
| május 10.      | Bernard Voorhoof           | Belga válogatott labdarúgó                                              | 1974      |
| május 14.      | Barátky Gyula              | Magyar és román válogatott labdarúgó, csatár, edző                      | 1962      |
| május 26.      | Munroe Bourne              | Olimpiai bronzérmes kanadai úszó                                        | 1992      |
| május 29.      | Walter Bastenie            | Belga válogatott jégkorongozó, olimpikon                                | ?         |
| május 30.      | Ferdinand Daučík           | Világbajnoki ezüstérmes csehszlovák válogatott labdarúgó, edző          | 1986      |
| augusztus 8.   | Jimmy Murphy               | Walesi válogatott labdarúgó, edző                                       | 1989      |
| augusztus 12.  | Vasile Deheleanu           | Román válogatott labdarúgó                                              | 2003      |
| augusztus 23.  | Giuseppe Meazza            | Világbajnok olasz válogatott labdarúgó                                  | 1979      |
| szeptember 7.  | Várszegi József            | Olimpiai bronzérmes magyar atléta, gerelyhajító                         | 1977      |
| szeptember 16. | Kutasi György              | Olimpiai bajnok magyar válogatott vízilabdázó                           | 1977      |
| szeptember 24. | Delfín Benítez Cáceres     | Paraguayi válogatott labdarúgó                                          | 2004      |
| szeptember 26. | Alexandru Cuedan           | Román válogatott labdarúgó                                              | 1976      |
| október 8.     | Ray Lewis                  | Olimpiai bronzérmes kanadai atléta, rövidtávfutó                        | 2003      |
| október 9.     | Ernst Hufschmid            | Olimpiai bronzérmes svájci kézilabdázó                                  | ?         |
| október 28.    | Vittorio Tamagnini         | Olimpiai bajnok olasz ökölvívó                                          | 1981      |
| november 5.    | Walter Reisp               | Olimpiai ezüstérmes osztrák kézilabdázó                                 | ?         |
| november 15.   | Mihail Ioszifovics Jakusin | Szovjet-orosz labdarúgó, edző                                           | 1997      |
| december 2.    | Taisto Mäki                | Európa-bajnok finn atléta, közép- és hosszútávfutó                      | 1979      |
| december 30.   | Grațian Sepi               | Román válogatott labdarúgó                                              | 1977      |

## Halálozások
| Halálozás     | Név                   | Nemzetiség, sportág, eredmények                              | Születés |
| ------------- | --------------------- | ------------------------------------------------------------ | -------- |
| január 12.    | Harry Staley          | amerikai baseballjátékos                                     | 1866     |
| január 22.    | Sam Wise              | amerikai baseballjátékos                                     | 1857     |
| március 6.    | Morrie Critchley      | amerikai baseballjátékos                                     | 1850     |
| március 14.   | Mike Hines            | amerikai baseballjátékos                                     | 1862     |
| március 16.   | Charlie Reipschlager  | amerikai baseballjátékos                                     | 1856     |
| április 8.    | Georges de la Falaise | olimpiai bajnok francia vívó                                 | 1866     |
| április 9.    | Bob Addy              | amerikai baseballjátékos                                     | 1845     |
| július 27.    | Theodore Conover      | amerikai baseballjátékos                                     | 1868     |
| augusztus 18. | Rudolf Wagner         | szász-osztrák válogatott labdarúgó, sportember               | 1871     |
| augusztus 19. | Bill Lennon           | amerikai baseballjátékos                                     | 1845     |
| szeptember 4. | Candy Nelson          | amerikai baseballjátékos                                     | 1849     |
| október 10.   | George Ewell          | amerikai baseballjátékos                                     | 1850     |
| november 30.  | Jem Mace              | angol nehézsúlyú világbajnok ökölvívó                        | 1831     |
| december 29.  | Reginald Doherty      | Wimbledon és US Open győztes, olimpiai bajnok brit teniszező | 1872     |

## Lásd még
- 1910-ben alapított labdarúgóklubok listája